# Fundacja „Wieś Kościuszkowska”
Fundacja „Wieś Kościuszkowska” – została powołana jako państwowa organizacja rządowa, mająca na celu uczczenie pamięci Tadeusza Kościuszki. Fundację utworzono zgodnie z uchwałą Sejmu Ustawodawczego z dnia 26 lipca 1919 r.

## Powołanie Fundacji
Na podstawie ustawy z 1929 r. o utworzeniu państwowej fundacji pod nazwą „Wieś Kościuszkowska” ustanowiono Fundację. W 1930 r. nadano Fundacji statut, który znowelizowano w 1935 r. Statut fundacji nadawali: Minister Pracy i Opieki Społecznej, Minister Wyznań Religijnych i Oświecenia Publicznego i Minister Rolnictwa.
Zwierzchni nadzór nad tą Fundacją sprawował Minister Pracy i Opieki Społecznej.

## Cel Fundacji
Państwowa Fundacja miała na celu opiekę i wychowanie sierot, z uwzględnieniem sierot po poległych lub zmarłych, których śmierć pozostawała w związku przyczynowym ze służbą w obronie Państwa Polskiego.
Na rzecz Fundacji odstąpiony został bezpłatnie majątek z państwowego zasobu Rogóźno-Zamek (powiat grudziądzki, woj. pomorskie) o obszarze gruntów 460,6 ha, wraz z zabudowaniami. Majątek znajdował się na wydzielonym gruncie.

## Realizacja celu
Dla osiągnięcia celu grunty należące do Fundacji zostały podzielone na małe gospodarstwa rolne. Gospodarstwa zarządzane były przez gospodarzy-opiekunów, którzy poza własną rodziną wychowywali pewną liczbę sierot. W ten sposób wiązali sieroty poprzez ognisko domowe z rodziną, która zapewniała im troskliwą opiekę.
Na stanowisko gospodarzy-opiekunów powoływano tylko osoby, posiadające odpowiednie zawodowe wyszkolenie rolnicze lub odpowiednie kwalifikacje opiekuńczo-wychowawcze. Każde gospodarstwo stanowiło samoistną, samowystarczalną jednostkę gospodarczą. Wszystkie gospodarstwa pozostawały pod wspólnym kierownictwem gospodarczym i pod wspólnym kierownictwem wychowawczo-opiekuńczym ze strony Fundacji.

## Opieka nad sierotami
Do opieki przez Fundację przyjmowano dzieci określane jako normalne i pozostające w wieku od 2 do 6 lat. Tylko w wyjątkowych przypadkach przyjmowano dzieci starsze. Pod opiekę fundacji nie mogły być przyjęte dzieci dotknięte chorobami psychicznymi lub niepełnosprawne.

## Kuratorium Fundacji
Organami Fundacji było Kuratorium i Zarząd.
Kuratorium Fundacji składało się z:
- prezesa, którego mianował Minister.Pracy i Opieki Społecznej;
- dwóch członków wyznaczanych przez Ministra Pracy i Opieki Społecznej,
- jednego członka wyznaczonego przez Ministra Wyznań Religijnych i Oświecenia Publicznego,
- jednego członka wyznaczonego przez Ministra Rolnictwa,
- jednego członka wyznaczonego przez Ministra Reform Rolnych,
- dwóch członków wyznaczanych przez dwie instytucje społeczne.

Każdy członek miał wyznaczonego zastępcę, który miał prawo uczestniczenia w posiedzeniach Kuratorium z głosem doradczym.

## Kompetencje Kuratorium
Do kompetencji Kuratorium należał zwierzchni zarząd nad Fundacją, a w szczególności:
- ustalanie wytycznych działalności Fundacji oraz sprawowanie nadzoru nad jej działalnością;
- zatwierdzanie podziału majątku fundacyjnego na gospodarstwa;
- zatwierdzanie rocznych sprawozdań, zamknięć rachunkowych, bilansów oraz budżetów Fundacji;
- uchwały w sprawach przyjmowania darowizn, zapisów, zaciągania zobowiązań, przekraczających uprawnienia Zarządu, nabywania, zbywania i obciążania hipotecznego nieruchomości;
- uchwalanie regulaminu pracy Kuratorium;
- zatwierdzanie szczegółowych regulaminów w zakresie administracyjnym i gospodarczym, oraz w sprawie warunków przyjmowania sierot, trybu postępowania przy przyjmowaniu, przydzielaniu ich do ognisk rodzinnych i ich wychowania oraz ewentualnego wydalania wychowanków;
- określanie praw i obowiązków gospodarzy-opiekunów;
- zatwierdzanie regulaminu i szczegółowych instrukcji dla Zarządu;
- wybór sekretarza Kuratorium;
- przeprowadzanie przez wydelegowanych członków Kuratorium Fundacji rewizji działalności Zarządu, inspekcji gospodarstw i zakładów, kontroli ksiąg rachunkowych, oraz badanie słuszności i celowości poczynionych wydatków.

W terminie do trzech miesięcy po upływie każdego roku Kuratorium Fundacji przedkładało Ministerstwu Pracy i Opieki Społecznej sprawozdania za rok ubiegły oraz preliminarz budżetowy i program działalności na rok bieżący.

## Dyrektor Fundacji
Bezpośredni i faktyczny zarząd Fundacją sprawował Dyrektor Fundacji. Dyrektor był bezpośrednim zwierzchnikiem całego pomocniczego personelu administracyjnego i gospodarczego Fundacji. Dyrektor był odpowiedzialny za realizację planów gospodarczych i oświatowo-wychowawczych.